# Апанович, Юрий Григорьевич
Юрий Григорьевич Апанович (31.07.1928 — 1989) — советский инженер, специалист в области бурения нефтяных скважин, директор ВНИИБТ. Лауреат премии Совета Министров СССР.
Окончил Львовский политехнический институт (1953).
- 1953—1961 — бурильщик, начальник участка, начальник отдела, главный инженер конторы бурения трестов «Татбурнефть», «Татнефтеразведка» объединения Татнефть.
- 1961—1966 — начальник нефтеразведочной экспедиции Министерства геологии Казахской ССР.
- 1967—1987 — начальник отдела, зам. начальника Упрбурнефти, Технического управления Миннефтепрома.
- 1987—1989 — директор ВНИИБТ.

Кандидат технических наук (1967).
В 1961—1966 гг. под руководством Апановича в Казахской ССР была пробурена самая глубокая в СССР Аралсорская скважина. Полученные результаты способствовали открытию в Западном Казахстане нескольких крупных нефтяных и газовых месторождений.
Лауреат премии Совета Министров СССР — за создание сверхтвердого композиционного материала «Славутич», комплекса породоразрушающего инструмента, организацию его производства и внедрение в глубокое бурение на нефть и газ.
Заслуженный работник нефтяной и газовой промышленности РСФСР, Почётный нефтяник.